# Melik

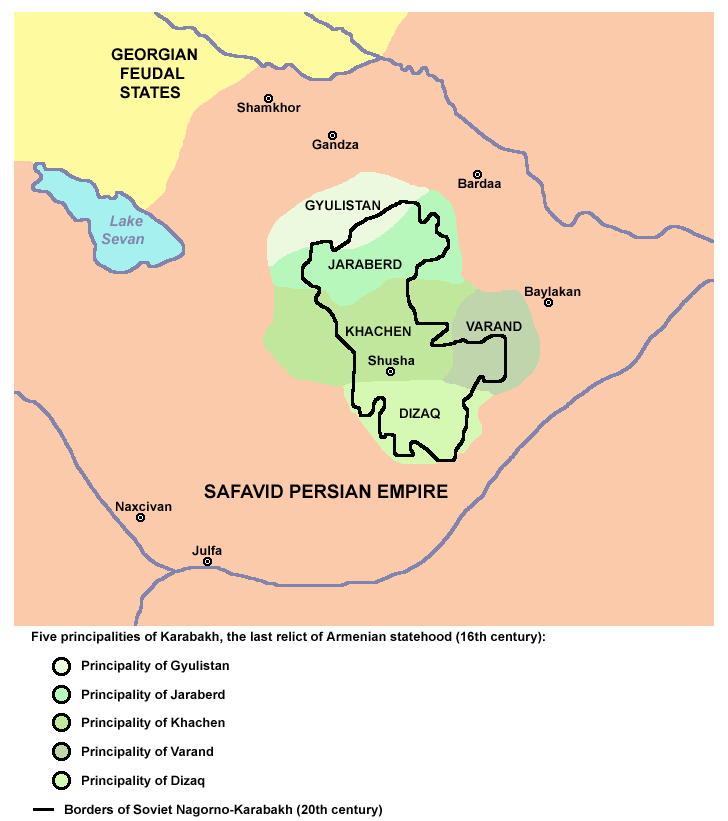
Los cinco principados de Karabaj: Gulistán, Yaraberd, Jachén, Varand, Dizaq. Eran el último reducto de soberanía armenia en el siglo.

Мelik (también transliterado meliq) (en armenio: Մելիք, melikʿ; y en árabe: ملك‎, romanizado: malik, lit. 'rey' era un título nobiliario hereditario armenio que se utilizó en varios principados orientales armenios denominados melicatos. Estos ocuparon las tierras de las modernas regiones de Ereván, Kars, Najicheván, Seván, Lori, Artsaj, Persia noroccidental y Syunik desde la Baja Edad Media hasta finales del siglo XIX. Después de las invasiones del selyúcidas, mongolas, timuríes y turcomanas, las familias que ostentaban este título se consideraban depositarias de los restos de soberanía armenia en la zona.
Los territorios de los melíks fueron semiindependientes durante gran parte de su existencia, cuando no lo fueron totalmente; tenían sus propias cortes, denominadas darbas, ejércitos, castillos y fortalezas (llamadas sghnaj), y sus señores impartían justicia y recaudaban impuestos. Los melíks ejercían fundamentalmente de jefes militares, más que de señores feudales. En estos señoríos los campesinos no podían tener tierras, pero eran libres y sí poseían otras propiedades. Los melíks conservaron sus derechos y privilegios tras la anexión rusa de Armenia oriental; muchos de ellos, entre los que descollaron los melíks de Karabaj, alcanzaron el grado de general en el Ejército ruso.

## Melicatos de Karabaj
Los cinco melicatos armenios de Karabaj fueron: Gulistán, Jraberd, Varanda, Jachén, y Dizak; surgieron del desmembramiento del principado de Jachén, un antiguo estado feudal que existió entre los siglos X y XVIII. Los linajes que rigieron los melicatos fueron, respectivamente, los de los Beglarián, Israelián, Shahnazarián, Hasán-Jalalián, Avanián, Alaverdián y Atabekián. En 1603, el sah Abás reconoció su autonomía. Las rivalidades entre los distintos melíks impidieron que formasen un estado poderoso contra los musulmanes de la región; finalmente, la inestabilidad de Persia hizo que arrumbasen sus diferencias y solicitasen auxilio de Europa en general y de Rusia en particular.
En 1678, el catolicós Hakob Jughayetsi (Jacob de Jugha, 1655-1680) convocó a varios clérigos y melíks a una reunión secreta en Echmiadzín. Les propuso encabezar una delegación que viajaría a Europa. Sin embargo, el catolicós falleció poco después, por lo que se abandonó el plan. No obstante, uno de los miembros de la misión frustrada, Israel Ori, el joven hijo del melik Haikazyán de Zangezur, decidió emprenderla por su cuenta y marchó a Venecia y de allí a Francia. Ori murió en 1711 sin haber logrado la liberación de los territorios de población armenia. En la segunda mitad del siglo XVIII, el melik Shahnazar de Varanda se coligó con Panah Jan Yavanshir, jefe de una tribu turca, contra otros melíks armenios, acción que causó el fin de la autonomía de los melicatos de Karabaj.
Entre 1722 y 1730, lograron una efímera independencia en un momento en el que el Imperio otomano y Persia se hallaban enfrentados. Pese a los denodados esfuerzos del caudillo David Beg por conservarla, los turcos sometieron la región, si bien luego se la arrebataron los persas al mando del general Nādr Qolī Beg en 1735.

## Cultura popular
Los melíks de Karabaj inspiraron las novelas históricas Los cinco melicatos (1882) y David Bek (1882) de Raffi, la ópera David Bek (1950) de Armén Tigranián y la novela Mjitar Sparapet (1961) de Sero Janzadyán. En 1944, se rodó la película David Bek y en 1978, Armenfilm se asoció a Mosfilm para producir otra película sobre las peripecias de David Bek y Mjitar Sparapet que se llamó Estrella de esperanza.

## Meliks destacados
- Israel Ori (165-1711)
- David Bek (m. 1728)
- Valerián Madátov (1782-1829)
- Mijaíl Lorís-Mélikov (1825-1888)